# Ulrich Gauß
Ulrich Gauß (* 17. Mai 1932 in Stuttgart) ist ein deutscher Kommunalpolitiker der FDP/DVP.

## Leben und Wirken
Gauß studierte in Tübingen Jura und wurde im Wintersemester 1951/52 Mitglied der Studentenverbindung AV Igel Tübingen. 1958 wurde er promoviert. Im Jahr 1960 legte er das zweite juristische Staatsexamen ab. Gauß arbeitete anschließend als Gerichtsassessor und Staatsanwalt und war ab 1965 im Justizministerium tätig. Von Februar 1970 bis zum 27. Januar 1994 war er Oberbürgermeister von Waiblingen. Während seiner Amtszeit wurden die Gemeinden Beinstein (1971), Bittenfeld, Hegnach, Hohenacker und Neustadt (alle 1975), die bisher selbständig waren, eingemeindet. Unter seiner Ägide entstand die Rundsporthalle, das Hallenbad, das Bürgerzentrum und der Naturpark Talaue.
Von 1986 bis 2000 war Gauß stellvertretender Richter am Staatsgerichtshof für das Land Baden-Württemberg.
Für seine Verdienste erhielt er 1984 das Bundesverdienstkreuz, 1990 die Goldene Plakette der Stadt Waiblingen. 1997 wurde er Ehrenbürger von Waiblingen.
Gauß ist seit August 2020 Witwer, nachdem er zuvor seit 1964 mit seiner Frau Barbara verheiratet war.

## Auszeichnungen
- 1984: Bundesverdienstkreuz erster Klasse
- 1990: Goldene Plakette der Stadt Waiblingen
- 1997: Ehrenbürger von Waiblingen